# Danh sách di sản văn hóa Tây Ban Nha được quan tâm ở tỉnh Toledo
Danh sách di sản văn hóa Tây Ban Nha được quan tâm ở Toledo (tỉnh), Tây Ban Nha.

## Danh sách các đô thị

### A

#### Ajofrín
| Tên        | Dạng                                          | Địa điểm               | Tọa độ                                        | Số hồ sơ tham khảo? | Ngày nhận danh hiệu? | Hình ảnh                   |
| ---------- | --------------------------------------------- | ---------------------- | --------------------------------------------- | ------------------- | -------------------- | -------------------------- |
| Nhà Grande | Di tích Kiến trúc dân sự Thời gian: Thế kỷ 15 | Ajofrín Calle Real, 55 | 39°42′41″B 3°58′52″T / 39,711406°B 3,981075°T | RI-51-0005413       | 26-11-1991           | Casa Grande · Upload image |

#### Almorox
| Tên                              | Dạng                                                                   | Địa điểm                    | Tọa độ                                        | Số hồ sơ tham khảo? | Ngày nhận danh hiệu? | Hình ảnh                                           |
| -------------------------------- | ---------------------------------------------------------------------- | --------------------------- | --------------------------------------------- | ------------------- | -------------------- | -------------------------------------------------- |
| Nhà thờ parroquial San Cristóbal | Di tích Kiến trúc tôn giáo Kiểu: Kiến trúc Gothic Thời gian: Thế kỷ 16 | Almorox Plaza de la Iglesia | 40°13′59″B 4°23′29″T / 40,233028°B 4,391464°T | RI-51-0004972       | 09-11-1983           | Iglesia parroquial de San Cristóbal · Upload image |

#### Arcicóllar
| Tên                                          | Dạng            | Địa điểm                       | Tọa độ                                        | Số hồ sơ tham khảo? | Ngày nhận danh hiệu? | Hình ảnh     |
| -------------------------------------------- | --------------- | ------------------------------ | --------------------------------------------- | ------------------- | -------------------- | ------------ |
| Nhà thờ Nuestra Señora Asunción (Arcicóllar) | Di tích Nhà thờ | Arcicóllar Calle de la Iglesia | 40°03′15″B 4°06′55″T / 40,054168°B 4,115341°T | RI-51-0004691       | 27-08-1982           | Upload image |

#### Azután
| Tên           | Dạng               | Địa điểm | Tọa độ                                       | Số hồ sơ tham khảo? | Ngày nhận danh hiệu? | Hình ảnh     |
| ------------- | ------------------ | -------- | -------------------------------------------- | ------------------- | -------------------- | ------------ |
| Dolmen Azután | Khu khảo cổ Dolmen | Azután   | 39°46′50″B 5°08′54″T / 39,78067°B 5,148458°T | RI-55-0000878       | 12-08-2008           | Upload image |

### C

#### Camuñas
| Tên                 | Dạng                                      | Địa điểm | Tọa độ                                        | Số hồ sơ tham khảo? | Ngày nhận danh hiệu? | Hình ảnh                                   |
| ------------------- | ----------------------------------------- | -------- | --------------------------------------------- | ------------------- | -------------------- | ------------------------------------------ |
| Molino viento Unión | Di tích Cối xoay gió Thời gian: Thế kỷ 19 | Camuñas  | 39°25′46″B 3°27′12″T / 39,429486°B 3,453227°T | RI-51-0010546       | 18-02-2003           | Molino de Viento "La Unión" · Upload image |

#### Carranque
| Tên                      | Dạng                      | Địa điểm  | Tọa độ                                        | Số hồ sơ tham khảo? | Ngày nhận danh hiệu? | Hình ảnh                                            |
| ------------------------ | ------------------------- | --------- | --------------------------------------------- | ------------------- | -------------------- | --------------------------------------------------- |
| Parque khảo cổ Carranque | Khu khảo cổ Di tích La Mã | Carranque | 40°11′22″B 3°57′18″T / 40,189367°B 3,954994°T | RI-55-0000265       | 15-12-1989           | Villa Romana de Santa María de Abajo · Upload image |

#### Consuegra
| Tên                               | Dạng                           | Địa điểm  | Tọa độ                                        | Số hồ sơ tham khảo? | Ngày nhận danh hiệu? | Hình ảnh                                          |
| --------------------------------- | ------------------------------ | --------- | --------------------------------------------- | ------------------- | -------------------- | ------------------------------------------------- |
| Presa Romana (Consuegra)          | Di tích                        | Consuegra | 39°25′46″B 3°39′17″T / 39,429556°B 3,654861°T | RI-51-0007331       | 24-11-1992           | Upload image                                      |
| Đồi Calderico và sus Diez Molinos | Địa điểm lịch sử Cối xoay giós | Consuegra | 39°26′57″B 3°36′25″T / 39,449204°B 3,607036°T | RI-54-0000229       | 19-02-2008           | Cerro Calderico y sus Diez Molinos · Upload image |

#### Corral de Almaguer
| Tên                                               | Dạng            | Địa điểm                                     | Tọa độ                                        | Số hồ sơ tham khảo? | Ngày nhận danh hiệu? | Hình ảnh     |
| ------------------------------------------------- | --------------- | -------------------------------------------- | --------------------------------------------- | ------------------- | -------------------- | ------------ |
| Nhà Collados CASA DE LOS TRADACETE                | Di tích Nhà     | Corral de Almaguer Calle de los Collados, 16 | 39°45′30″B 3°09′59″T / 39,758355°B 3,166254°T | RI-51-0007405       | 16-03-1993           | Upload image |
| Nhà thờ Nuestra Señora Asunción (Corral Almaguer) | Di tích Nhà thờ | Corral de Almaguer Plaza Mayor               | 39°45′34″B 3°09′52″T / 39,759568°B 3,164375°T | RI-51-0004553       | 29-12-1981           | Upload image |

#### Cuerva
| Tên                               | Dạng            | Địa điểm                     | Tọa độ                                        | Số hồ sơ tham khảo? | Ngày nhận danh hiệu? | Hình ảnh     |
| --------------------------------- | --------------- | ---------------------------- | --------------------------------------------- | ------------------- | -------------------- | ------------ |
| Nhà thờ Santiago Apóstol (Cuerva) | Di tích Nhà thờ | Cuerva Plaza de José Antonio | 39°39′50″B 4°12′42″T / 39,664002°B 4,211632°T | RI-51-0004177       | 10-07-1975           | Upload image |

### E

#### El Real de San Vicente
| Tên                                       | Dạng            | Địa điểm                                  | Tọa độ                                        | Số hồ sơ tham khảo? | Ngày nhận danh hiệu? | Hình ảnh     |
| ----------------------------------------- | --------------- | ----------------------------------------- | --------------------------------------------- | ------------------- | -------------------- | ------------ |
| Nhà thờ Santa Catalina (Real San Vicente) | Di tích Nhà thờ | El Real de San Vicente Plaza del Llanillo | 40°08′09″B 4°41′26″T / 40,135707°B 4,690498°T | RI-51-0006825       | 26-11-1991           | Upload image |

#### El Toboso
| Tên                               | Dạng             | Địa điểm                          | Tọa độ                                        | Số hồ sơ tham khảo? | Ngày nhận danh hiệu? | Hình ảnh                                                          |
| --------------------------------- | ---------------- | --------------------------------- | --------------------------------------------- | ------------------- | -------------------- | ----------------------------------------------------------------- |
| Nhà thờ San Antonio Abad (Toboso) | Di tích Nhà thờ  | El Toboso Plaza de Juan Carlos I  | 39°30′47″B 2°59′44″T / 39,513041°B 2,995525°T | RI-51-0011552       | 17-04-2007           | Iglesia parroquial de San Antonio Abad (El Toboso) · Upload image |
| Tu viện Trinitarias (Toboso)      | Di tích Tu viện  | El Toboso Calle Juan Gil, 2       | 39°30′55″B 2°59′51″T / 39,515167°B 2,997504°T | RI-51-0007401       | 02-03-1993           | Convento de las Trinitarias · Upload image                        |
| Bảo tàng Nhà Dulcinea             | Di tích Bảo tàng | El Toboso Calle de Don Quijote, 1 | 39°30′43″B 2°59′40″T / 39,512009°B 2,994328°T | RI-51-0001363       | 25-08-1980           | Museo Casa Dulcinea · Upload image                                |

#### Erustes
| Tên                                       | Dạng            | Địa điểm                    | Tọa độ                                        | Số hồ sơ tham khảo? | Ngày nhận danh hiệu? | Hình ảnh     |
| ----------------------------------------- | --------------- | --------------------------- | --------------------------------------------- | ------------------- | -------------------- | ------------ |
| Nhà thờ Nuestra Señora Asunción (Erustes) | Di tích Nhà thờ | Erustes Calle de la Iglesia | 39°57′23″B 4°29′49″T / 39,956344°B 4,497047°T | RI-51-0004190       | 07-11-1975           | Upload image |

#### Escalona
| Tên                                  | Dạng            | Địa điểm                   | Tọa độ                                        | Số hồ sơ tham khảo? | Ngày nhận danh hiệu? | Hình ảnh                            |
| ------------------------------------ | --------------- | -------------------------- | --------------------------------------------- | ------------------- | -------------------- | ----------------------------------- |
| Castillo-palacio Escalona            | Di tích Lâu đài | Escalona                   | 40°09′56″B 4°24′07″T / 40,16561°B 4,401973°T  | RI-51-0000218       | 02-02-1922           | Castillo de Escalona · Upload image |
| Tu viện Concepciónistas Franciscanas | Di tích Tu viện | Escalona Avenida de Monjas | 40°10′07″B 4°24′21″T / 40,168631°B 4,405819°T | RI-51-0003935       | 25-04-1974           | Upload image                        |

#### Esquivias
| Tên                       | Dạng        | Địa điểm                  | Tọa độ                                        | Số hồ sơ tham khảo? | Ngày nhận danh hiệu? | Hình ảnh     |
| ------------------------- | ----------- | ------------------------- | --------------------------------------------- | ------------------- | -------------------- | ------------ |
| Nhà Cervantes (Esquivias) | Di tích Nhà | Esquivias Plaza Cervantes | 40°06′15″B 3°46′12″T / 40,104265°B 3,769932°T | RI-51-0003860       | 01-04-1971           | Upload image |

### G

#### Guadamur
| Tên              | Dạng                                                          | Địa điểm | Tọa độ                                        | Số hồ sơ tham khảo? | Ngày nhận danh hiệu? | Hình ảnh     |
| ---------------- | ------------------------------------------------------------- | -------- | --------------------------------------------- | ------------------- | -------------------- | ------------ |
| Lâu đài Guadamur | Di tích Kiến trúc phòng thủ Thời gian: Thế kỷ 15 và Thế kỷ 16 | Guadamur | 39°48′37″B 4°08′46″T / 39,810255°B 4,146227°T | RI-51-0001611       | 18-06-1964           | Upload image |

### H

#### Hontanar
| Tên                        | Dạng                                                       | Địa điểm | Tọa độ                                        | Số hồ sơ tham khảo? | Ngày nhận danh hiệu? | Hình ảnh                                             |
| -------------------------- | ---------------------------------------------------------- | -------- | --------------------------------------------- | ------------------- | -------------------- | ---------------------------------------------------- |
| Khu vực khảo cổ Malamoneda | Khu khảo cổ Sinh cảnh, Necropolis và estructuras militares | Hontanar | 39°37′45″B 4°32′52″T / 39,629303°B 4,547784°T | RI-55-0000885       |                      | Yacimiento arqueológico de Malamoneda · Upload image |

#### Huerta de Valdecarábanos
| Tên                               | Dạng            | Địa điểm                                                  | Tọa độ                                        | Số hồ sơ tham khảo? | Ngày nhận danh hiệu? | Hình ảnh     |
| --------------------------------- | --------------- | --------------------------------------------------------- | --------------------------------------------- | ------------------- | -------------------- | ------------ |
| Nhà hoang Virgen Rosario Pastores | Di tích Nhà thờ | Huerta de Valdecarábanos Avenida de la Vírgen de Pastores | 39°51′32″B 3°36′54″T / 39,858902°B 3,615137°T | RI-51-0011185       |                      | Upload image |

### I

#### Illescas, Toledo
| Tên                                        | Dạng                            | Địa điểm                             | Tọa độ                                        | Số hồ sơ tham khảo? | Ngày nhận danh hiệu? | Hình ảnh     |
| ------------------------------------------ | ------------------------------- | ------------------------------------ | --------------------------------------------- | ------------------- | -------------------- | ------------ |
| Nhà thờ Asunción Nuestra Señora (Illescas) | Di tích Nhà thờ                 | Illescas, Toledo                     | 40°07′27″B 3°50′58″T / 40,124202°B 3,849416°T | RI-51-0000184       | 16-12-1920           | Upload image |
| Bệnh viện Nuestra Señora Caridad           | Di tích Cung điện               | Illescas, Toledo Plaza de Infanzones | 40°07′32″B 3°50′59″T / 40,125519°B 3,849845°T | RI-51-0003804       | 13-03-1969           | Upload image |
| Khu vực khảo cổ " Cerrón"                  | Khu khảo cổ Poblado celtibérico | Illescas, Toledo                     | 40°06′25″B 3°52′40″T / 40,106924°B 3,877768°T | RI-55-0000372       | 28-04-1992           | Upload image |

### L

#### La Guardia, Tây Ban Nha
| Tên                                              | Dạng                                          | Địa điểm                               | Tọa độ                                       | Số hồ sơ tham khảo? | Ngày nhận danh hiệu? | Hình ảnh                          |
| ------------------------------------------------ | --------------------------------------------- | -------------------------------------- | -------------------------------------------- | ------------------- | -------------------- | --------------------------------- |
| Nhà Jaenes (Nhà Inquisición hay Nhà Don Eulogio) | Di tích Kiến trúc dân sự Thời gian: Thế kỷ 17 | La Guardia Plaza de la Constitución, 3 | 39°47′16″B 3°28′37″T / 39,787901°B 3,47704°T | RI-51-0005431       | 26-11-1991           | Casa de los Jaenes · Upload image |

#### La Mata, Toledo
| Tên                      | Dạng            | Địa điểm                              | Tọa độ                                        | Số hồ sơ tham khảo? | Ngày nhận danh hiệu? | Hình ảnh     |
| ------------------------ | --------------- | ------------------------------------- | --------------------------------------------- | ------------------- | -------------------- | ------------ |
| Nhà thờ San Pedro (Mata) | Di tích Nhà thờ | La Mata, Toledo Calle de la Dehesilla | 39°56′14″B 4°26′03″T / 39,937204°B 4,434144°T | RI-51-0004657       | 18-06-1982           | Upload image |

#### La Puebla de Montalbán
| Tên                                   | Dạng                 | Địa điểm                                | Tọa độ                                        | Số hồ sơ tham khảo? | Ngày nhận danh hiệu? | Hình ảnh                           |
| ------------------------------------- | -------------------- | --------------------------------------- | --------------------------------------------- | ------------------- | -------------------- | ---------------------------------- |
| Cung điện Condes Montalbán            | Di tích Cung điện    | La Puebla de Montalbán Plaza Mayor, 14  | 39°51′51″B 4°21′33″T / 39,864163°B 4,359245°T | RI-51-0007070       | 26-11-1991           | Upload image                       |
| Quảng trường Mayor (Puebla Montalbán) | Khu phức hợp lịch sử | La Puebla de Montalbán                  | 39°51′52″B 4°21′33″T / 39,864502°B 4,359245°T | RI-53-0000626       | 20-03-2007           | Plaza Mayor · Upload image         |
| Tháp San Miguel (Puebla Montalbán)    | Di tích Tháp         | La Puebla de Montalbán Calle de la Luna | 39°51′56″B 4°21′25″T / 39,865546°B 4,356884°T | RI-51-0007400       | 02-03-1993           | Torre de San Miguel · Upload image |

#### La Pueblanueva
| Tên                       | Dạng                      | Địa điểm                                | Tọa độ                                        | Số hồ sơ tham khảo? | Ngày nhận danh hiệu? | Hình ảnh     |
| ------------------------- | ------------------------- | --------------------------------------- | --------------------------------------------- | ------------------- | -------------------- | ------------ |
| Mausoleo romano Las Vegas | Khu khảo cổ Di tích La Mã | La Pueblanueva Las Vegas de San Antonio | 39°57′41″B 4°42′53″T / 39,961453°B 4,714787°T | RI-55-0000888       | 02-09-2008           | Upload image |

#### Las Herencias
| Tên                                    | Dạng                    | Địa điểm      | Tọa độ                                        | Số hồ sơ tham khảo? | Ngày nhận danh hiệu? | Hình ảnh     |
| -------------------------------------- | ----------------------- | ------------- | --------------------------------------------- | ------------------- | -------------------- | ------------ |
| Khu vực "arqueológico Arroyo Manzanas" | Khu khảo cổ Calcolítico | Las Herencias | 39°53′47″B 4°52′21″T / 39,896424°B 4,872483°T | RI-55-0000361       | 30-03-1993           | Upload image |

#### Las Ventas con Peña Aguilera
| Tên                                                      | Dạng            | Địa điểm                                          | Tọa độ                                        | Số hồ sơ tham khảo? | Ngày nhận danh hiệu? | Hình ảnh     |
| -------------------------------------------------------- | --------------- | ------------------------------------------------- | --------------------------------------------- | ------------------- | -------------------- | ------------ |
| Nhà thờ San Pedro Apóstol (Las Ventas Con Peña Aguilera) | Di tích Nhà thờ | Las Ventas con Peña Aguilera Plaza de San José, 4 | 39°36′38″B 4°13′44″T / 39,610537°B 4,228836°T | RI-51-0007403       | 02-03-1993           | Upload image |

#### Layos
| Tên                                | Dạng                      | Địa điểm                  | Tọa độ                                        | Số hồ sơ tham khảo? | Ngày nhận danh hiệu? | Hình ảnh     |
| ---------------------------------- | ------------------------- | ------------------------- | --------------------------------------------- | ------------------- | -------------------- | ------------ |
| Cung điện Layos                    | Di tích Cung điện         | Layos Calle Conde de Mora | 39°46′36″B 4°03′53″T / 39,776544°B 4,064685°T | RI-51-0007132       | 08-10-1991           | Upload image |
| Khu vực Vizcaíno và mausoleo Layos | Khu khảo cổ Di tích La Mã | Layos                     | 39°46′29″B 4°03′29″T / 39,774797°B 4,057948°T | RI-55-0000887       | 02-12-2008           | Upload image |

#### Lillo, Toledo
| Tên                               | Dạng            | Địa điểm                         | Tọa độ                                        | Số hồ sơ tham khảo? | Ngày nhận danh hiệu? | Hình ảnh     |
| --------------------------------- | --------------- | -------------------------------- | --------------------------------------------- | ------------------- | -------------------- | ------------ |
| Nhà thờ San Martín Obispo (Lillo) | Di tích Nhà thờ | Lillo, Toledo Plaza de España, 5 | 39°43′23″B 3°18′17″T / 39,723087°B 3,304793°T | RI-51-0006826       | 26-11-1991           | Upload image |

### M

#### Madridejos, Toledo
| Tên                           | Dạng                     | Địa điểm                                 | Tọa độ                                        | Số hồ sơ tham khảo? | Ngày nhận danh hiệu? | Hình ảnh                                   |
| ----------------------------- | ------------------------ | ---------------------------------------- | --------------------------------------------- | ------------------- | -------------------- | ------------------------------------------ |
| Quảng trường toros Madridejos | Di tích Cung điện đấu bò | Madridejos, Toledo Calle de Vista Alegre | 39°27′51″B 3°31′41″T / 39,464148°B 3,528051°T | RI-51-0010423       | 15-05-2001           | Plaza de Toros (Madridejos) · Upload image |

#### Manzaneque
| Tên                | Dạng            | Địa điểm                  | Tọa độ                                        | Số hồ sơ tham khảo? | Ngày nhận danh hiệu? | Hình ảnh                              |
| ------------------ | --------------- | ------------------------- | --------------------------------------------- | ------------------- | -------------------- | ------------------------------------- |
| Lâu đài Manzaneque | Di tích Lâu đài | Manzaneque Calle Castillo | 39°38′10″B 3°47′41″T / 39,636052°B 3,794667°T | RI-51-0012339       |                      | Castillo de Manzaneque · Upload image |

#### Maqueda
| Tên                           | Dạng            | Địa điểm                         | Tọa độ                                        | Số hồ sơ tham khảo? | Ngày nhận danh hiệu? | Hình ảnh                                               |
| ----------------------------- | --------------- | -------------------------------- | --------------------------------------------- | ------------------- | -------------------- | ------------------------------------------------------ |
| Lâu đài Vela                  | Di tích Lâu đài | Maqueda Calle subida al Castillo | 40°03′53″B 4°22′09″T / 40,064657°B 4,369244°T | RI-51-0000958       | 03-06-1931           | Castillo y Torre de la Vela · Upload image             |
| Nhà thờ Santa María Alcázares | Di tích Nhà thờ | Maqueda                          | 40°03′55″B 4°22′19″T / 40,065228°B 4,371835°T | RI-51-0000963       | 03-06-1931           | Iglesia de Santa María de los Alcázares · Upload image |
| Lâu đài San Silvestre         | Di tích Lâu đài | Maqueda                          | 40°04′05″B 4°18′20″T / 40,068044°B 4,305443°T | RI-51-0000964       | 03-06-1931           | Upload image                                           |

#### Méntrida, Toledo
| Tên                              | Dạng            | Địa điểm                       | Tọa độ                                       | Số hồ sơ tham khảo? | Ngày nhận danh hiệu? | Hình ảnh     |
| -------------------------------- | --------------- | ------------------------------ | -------------------------------------------- | ------------------- | -------------------- | ------------ |
| Nhà thờ San Sebastián (Méntrida) | Di tích Nhà thờ | Méntrida, Toledo Calle Iglesia | 40°14′17″B 4°11′45″T / 40,238061°B 4,19571°T | RI-51-0004692       | 03-09-1982           | Upload image |

#### Mora, Tây Ban Nha
| Tên         | Dạng        | Địa điểm                                   | Tọa độ                                       | Số hồ sơ tham khảo? | Ngày nhận danh hiệu? | Hình ảnh     |
| ----------- | ----------- | ------------------------------------------ | -------------------------------------------- | ------------------- | -------------------- | ------------ |
| Nhà Sueltos | Di tích Nhà | Mora, Tây Ban Nha Calle Leandro Navarro, 5 | 39°41′06″B 3°46′28″T / 39,685049°B 3,77446°T | RI-51-0007406       | 16-03-1993           | Upload image |

### N

#### Navalmoralejo
| Tên           | Dạng                             | Địa điểm      | Tọa độ                                        | Số hồ sơ tham khảo? | Ngày nhận danh hiệu? | Hình ảnh     |
| ------------- | -------------------------------- | ------------- | --------------------------------------------- | ------------------- | -------------------- | ------------ |
| Ciudad Vascos | Khu khảo cổ Thời gian: Thế kỷ 10 | Navalmoralejo | 39°45′20″B 5°05′14″T / 39,755493°B 5,087124°T | RI-55-0000051       | 03-06-1931           | Upload image |

#### Navamorcuende
| Tên                      | Dạng            | Địa điểm                  | Tọa độ                                        | Số hồ sơ tham khảo? | Ngày nhận danh hiệu? | Hình ảnh                                                    |
| ------------------------ | --------------- | ------------------------- | --------------------------------------------- | ------------------- | -------------------- | ----------------------------------------------------------- |
| Nhà thờ Santa María Nava | Di tích Nhà thờ | Navamorcuende Plaza Mayor | 40°09′27″B 4°47′05″T / 40,157634°B 4,784769°T | RI-51-0007407       | 16-03-1993           | Iglesia parroquial de Santa María de la Nava · Upload image |

### O

#### Ocaña, Tây Ban Nha
| Tên                                            | Dạng              | Địa điểm                                           | Tọa độ                                        | Số hồ sơ tham khảo? | Ngày nhận danh hiệu? | Hình ảnh                                                             |
| ---------------------------------------------- | ----------------- | -------------------------------------------------- | --------------------------------------------- | ------------------- | -------------------- | -------------------------------------------------------------------- |
| Tu viện Santo Domingo (Ocaña)                  | Di tích Tu viện   | Ocaña, Tây Ban Nha Calle de Santo Domingo          | 39°57′35″B 3°29′47″T / 39,959632°B 3,49647°T  | RI-51-0010502       | 26-12-2000           | Convento de Santo Domingo (Ocaña) · Upload image                     |
| Nhà thờ San Juan Bautista (Ocaña)              | Di tích Nhà thờ   | Ocaña, Tây Ban Nha Plaza Isabel la Católica, 1     | 39°57′37″B 3°30′02″T / 39,960402°B 3,50045°T  | RI-51-0006937       | 26-11-1991           | Iglesia parroquial de San Juan Bautista (Ocaña) · Upload image       |
| Nhà thờ San Martín (Ocaña) TORRE DE SAN MARTÍN | Di tích Tháp      | Ocaña, Tây Ban Nha Calle de San Martín             | 39°57′42″B 3°29′54″T / 39,961648°B 3,498368°T | RI-51-0007408       | 16-03-1993           | Torre de la Iglesia de San Martín TORRE DE SAN MARTÍN · Upload image |
| Cung điện Cárdenas Cung điện Duques Frías      | Di tích Cung điện | Ocaña, Tây Ban Nha Calle del Palacio               | 39°57′37″B 3°29′55″T / 39,960294°B 3,498589°T | RI-51-0000965       | 03-06-1931           | Palacio de Cárdenas · Upload image                                   |
| Nhà thờ Carmelitas San José (Ocaña)            | Di tích Tu viện   | Ocaña, Tây Ban Nha Calle de los Mártires de Ocaña  | 39°57′24″B 3°29′59″T / 39,956741°B 3,499645°T | RI-51-0004237       | 03-12-1976           | Iglesia de Carmelitas de San José · Upload image                     |
| Fuente Grande (Ocaña)                          | Di tích Fuente    | Ocaña, Tây Ban Nha Calle de la Puerta de la Fuente | 39°57′44″B 3°30′03″T / 39,962358°B 3,500866°T | RI-51-0004235       | 24-08-1976           | Fuente Grande · Upload image                                         |

#### Orgaz
| Tên                                 | Dạng                      | Địa điểm                         | Tọa độ                                        | Số hồ sơ tham khảo? | Ngày nhận danh hiệu? | Hình ảnh                                                 |
| ----------------------------------- | ------------------------- | -------------------------------- | --------------------------------------------- | ------------------- | -------------------- | -------------------------------------------------------- |
| Nhà thờ Santo Tomás Apóstol (Orgaz) | Di tích Nhà thờ           | Orgaz Plaza del Generalísimo, 17 | 39°38′51″B 3°52′28″T / 39,647445°B 3,874312°T | RI-51-0007054       | 26-11-1991           | Iglesia parroquial de Santo Tomás (Orgaz) · Upload image |
| Khu vực và Mausoleo Romano Thápjón  | Khu khảo cổ Di tích La Mã | Orgaz                            | 39°40′26″B 3°54′41″T / 39,673777°B 3,911397°T | RI-55-0000886       | 21-02-2008           | Upload image                                             |

#### Oropesa, Tây Ban Nha
| Tên                                                        | Dạng               | Địa điểm                         | Tọa độ                                        | Số hồ sơ tham khảo? | Ngày nhận danh hiệu? | Hình ảnh                                                      |
| ---------------------------------------------------------- | ------------------ | -------------------------------- | --------------------------------------------- | ------------------- | -------------------- | ------------------------------------------------------------- |
| Nhà thờ Nuestra Señora Asunción (Oropesa)                  | Di tích Nhà thờ    | Oropesa Plaza de la Constitución | 39°55′08″B 5°10′26″T / 39,91897°B 5,173902°T  | RI-51-0005432       | 26-11-1991           | Upload image                                                  |
| Colegio Jesuitas (Oropesa) COLEGIO DE LA COMPAÑÍA          | Di tích Trường học | Oropesa Calle de la Compañía     | 39°55′09″B 5°10′18″T / 39,91905°B 5,171648°T  | RI-51-0007133       | 08-10-1991           | Upload image                                                  |
| Cung điện Nuevo (Oropesa) PALACIO DE LOS ÁLVAREZ DE TOLEDO | Di tích Cung điện  | Oropesa Calle Paseo, 32          | 39°55′10″B 5°10′29″T / 39,919427°B 5,174771°T | RI-51-0007399       | 02-03-1993           | Palacio Nuevo PALACIO DE LOS ÁLVAREZ DE TOLEDO · Upload image |
| Lâu đài Oropesa                                            | Di tích Lâu đài    | Oropesa Calle del Castillo       | 39°55′11″B 5°10′27″T / 39,919769°B 5,174111°T | RI-51-0000239       | 08-02-1923           | Castillo de Oropesa · Upload image                            |

### Q

#### Quero, Spain
| Tên           | Dạng    | Địa điểm     | Tọa độ | Số hồ sơ tham khảo? | Ngày nhận danh hiệu? | Hình ảnh     |
| ------------- | ------- | ------------ | ------ | ------------------- | -------------------- | ------------ |
| Lâu đài Quero | Di tích | Quero, Spain |        | RI-51-0000966       | 03-06-1931           | Upload image |

### R

#### Robledo del Mazo
| Tên                               | Dạng            | Địa điểm                       | Tọa độ                                        | Số hồ sơ tham khảo? | Ngày nhận danh hiệu? | Hình ảnh     |
| --------------------------------- | --------------- | ------------------------------ | --------------------------------------------- | ------------------- | -------------------- | ------------ |
| Nhà thờ Santa María Piedraescrita | Di tích Nhà thờ | Robledo del Mazo Piedraescrita | 39°32′36″B 4°46′45″T / 39,543427°B 4,779107°T | RI-51-0007201       | 19-02-1992           | Upload image |

### S

#### San Martín de Montalbán
| Tên                                       | Dạng                     | Địa điểm                                    | Tọa độ                                        | Số hồ sơ tham khảo? | Ngày nhận danh hiệu? | Hình ảnh                                          |
| ----------------------------------------- | ------------------------ | ------------------------------------------- | --------------------------------------------- | ------------------- | -------------------- | ------------------------------------------------- |
| Santa María Melque                        | Di tích Nhà thờ          | San Martín de Montalbán                     | 39°45′03″B 4°22′24″T / 39,750723°B 4,373354°T | RI-51-0000954       | 03-06-1931           | Ermita de Santa María de Melque · Upload image    |
| Nhà thờ San Andrés (San Martín Montalbán) | Di tích Nhà thờ          | San Martín de Montalbán Calle de la Iglesia | 39°42′08″B 4°23′23″T / 39,702219°B 4,389608°T | RI-51-0000955       | 03-06-1931           | Upload image                                      |
| Lâu đài Montalbán                         | Di tích Lâu đài          | San Martín de Montalbán                     | 39°45′11″B 4°25′26″T / 39,753019°B 4,423846°T | RI-51-0000957       | 03-06-1931           | Castillo de San Martín de Moltabán · Upload image |
| Santa María Melque                        | Địa điểm lịch sử Nhà thờ | San Martín de Montalbán                     | 39°45′03″B 4°22′23″T / 39,750789°B 4,373119°T | RI-54-0000074       | 15-06-1993           | Santa María de Melque · Upload image              |

#### Santa Cruz de la Zarza
| Tên                                            | Dạng            | Địa điểm                                    | Tọa độ                                        | Số hồ sơ tham khảo? | Ngày nhận danh hiệu? | Hình ảnh                                                                       |
| ---------------------------------------------- | --------------- | ------------------------------------------- | --------------------------------------------- | ------------------- | -------------------- | ------------------------------------------------------------------------------ |
| Nhà thờ Santiago Apóstol (Santa Cruz Zarza)    | Di tích Nhà thờ | Santa Cruz de la Zarza Plaza de Dantiago, 1 | 39°59′08″B 3°11′13″T / 39,985499°B 3,187002°T | RI-51-0007105       | 19-02-1992           | Iglesia parroquial de Santiago Apóstol (Santa Cruz de la Zarza) · Upload image |
| Nhà thờ San Miguel Arcángel (Santa Cruz Zarza) | Di tích Nhà thờ | Santa Cruz de la Zarza Calle San Miguel, 24 | 39°58′57″B 3°11′25″T / 39,982395°B 3,19021°T  | RI-51-0007107       | 19-02-1992           | Upload image                                                                   |

#### Sonseca
| Tên                          | Dạng            | Địa điểm                           | Tọa độ                                        | Số hồ sơ tham khảo? | Ngày nhận danh hiệu? | Hình ảnh                                        |
| ---------------------------- | --------------- | ---------------------------------- | --------------------------------------------- | ------------------- | -------------------- | ----------------------------------------------- |
| San Pedro Mata               | Di tích Nhà thờ | Sonseca Camino de la Peña del Rayo | 39°36′56″B 3°59′10″T / 39,615684°B 3,986076°T | RI-51-0000956       | 03-06-1931           | Ermita de San Pedro de la Mata · Upload image   |
| Nhà thờ parroquial Nhàlgordo | Di tích Nhà thờ | Sonseca Casalgordo                 | 39°38′31″B 3°57′57″T / 39,641972°B 3,965727°T | RI-51-0007106       | 26-11-1991           | Iglesia parroquial de Casalgordo · Upload image |

### T

#### Talavera de la Reina
| Tên                                                          | Dạng                    | Địa điểm                                        | Tọa độ                                        | Số hồ sơ tham khảo? | Ngày nhận danh hiệu? | Hình ảnh                                                              |
| ------------------------------------------------------------ | ----------------------- | ----------------------------------------------- | --------------------------------------------- | ------------------- | -------------------- | --------------------------------------------------------------------- |
| Tu viện Encarnación Madres Bernardas                         | Di tích Tu viện         | Talavera de la Reina Plaza de San Pedro         | 39°57′33″B 4°49′49″T / 39,959176°B 4,830391°T | RI-51-0007310       | 11-05-1993           | Convento de la Encarnación de Madres Bernardas · Upload image         |
| Nhà-Cung điện Calle Sol                                      | Di tích Cung điện       | Talavera de la Reina Calle del Sol, 21          | 39°57′38″B 4°49′44″T / 39,96062°B 4,828915°T  | RI-51-0009120       | 30-01-1996           | Upload image                                                          |
| Nhà thờ San Francisco (Talavera Reina)                       | Di tích Nhà thờ         | Talavera de la Reina Calle de Santa Lucía       | 39°57′41″B 4°49′46″T / 39,961453°B 4,829544°T | RI-51-0006827       | 30-03-1993           | Upload image                                                          |
| Cung điện Marqueses Villatoya                                | Di tích Cung điện       | Talavera de la Reina Plaza de Villatoya, 3      | 39°57′34″B 4°49′54″T / 39,959459°B 4,831775°T | RI-51-0007108       | 19-02-1992           | Upload image                                                          |
| Colegio Cervantes                                            | Di tích Trường học      | Talavera de la Reina Plaza del Pan, 10          | 39°57′29″B 4°49′56″T / 39,958008°B 4,832156°T | RI-51-0007233       | 28-04-1992           | Colegio Cervantes · Upload image                                      |
| Colegio San Prudencio Tu viện Santa Catalina                 | Di tích Trường học      | Talavera de la Reina Plaza del Cardenal Tenorio | 39°57′28″B 4°49′52″T / 39,957861°B 4,830989°T | RI-51-0007234       | 28-04-1992           | Colegio de San Prudencio Monasterio de Santa Catalina · Upload image  |
| Vương cung thánh đường Nuestra Señora Prado (Talavera Reina) | Di tích Nhà thờ         | Talavera de la Reina Jardines del Prado, 6      | 39°57′41″B 4°49′15″T / 39,961368°B 4,820972°T | RI-51-0008215       | 11-05-1993           | Basílica de Nuestra Señora del Prado · Upload image                   |
| Tường và torres albarranas (Talavera Reina)                  | Di tích Tường thành     | Talavera de la Reina                            | 39°57′29″B 4°49′41″T / 39,95812°B 4,828087°T  | RI-51-0000959       | 03-06-1931           | Recinto Murado (Talavera de la Reina) · Upload image                  |
| Nhà thờ Santiago Nuevo (Talavera Reina)                      | Di tích Nhà thờ         | Talavera de la Reina Plaza de Santiago          | 39°57′44″B 4°49′56″T / 39,962242°B 4,832271°T | RI-51-0000960       | 03-06-1931           | Iglesia de Santiago (Talavera de la Reina) · Upload image             |
| Colegiata Santa María (Talavera Reina)                       | Di tích Nhà thờ         | Talavera de la Reina Plaza del Pan              | 39°57′28″B 4°49′56″T / 39,957646°B 4,832135°T | RI-51-0000961       | 03-06-1931           | Iglesia de Santa María (Talavera de la Reina) · Upload image          |
| Hospedería Orden Santiago                                    | Di tích Nhà thờ         | Talavera de la Reina Calle Templarios, 41       | 39°57′22″B 4°50′17″T / 39,95614°B 4,837981°T  | RI-51-0004289       | 15-07-1978           | Upload image                                                          |
| Nhà thờ Salvador (Talavera Reina)                            | Di tích Nhà thờ         | Talavera de la Reina Plaza del Salvador         | 39°57′35″B 4°50′03″T / 39,959751°B 4,834095°T | RI-51-0005420       | 26-11-1991           | Iglesia parroquial del Salvador (Talavera de la Reina) · Upload image |
| Saucedo                                                      | Khu khảo cổ Villa La Mã | Talavera de la Reina                            | 39°56′38″B 4°53′22″T / 39,943779°B 4,889368°T | RI-55-0000898       | 28-10-2008           | Villa Romana de "El Saucedo" · Upload image                           |

#### Tembleque, Spain
| Tên                                     | Dạng                 | Địa điểm                     | Tọa độ                                        | Số hồ sơ tham khảo? | Ngày nhận danh hiệu? | Hình ảnh                                |
| --------------------------------------- | -------------------- | ---------------------------- | --------------------------------------------- | ------------------- | -------------------- | --------------------------------------- |
| Tembleque#Monumentos#Nhà Tháp           | Di tích Cung điện    | Tembleque Calle del Convento | 39°41′36″B 3°30′12″T / 39,693336°B 3,503347°T | RI-51-0004344       | 09-03-1979           | Casa de las Torres · Upload image       |
| Tembleque#Monumentos#Quảng trường Mayor | Khu phức hợp lịch sử | Tembleque                    | 39°41′54″B 3°30′12″T / 39,69836°B 3,503352°T  | RI-53-0000152       | 22-02-1973           | Plaza Mayor de Tembleque · Upload image |

#### Toledo, Tây Ban Nha
| Tên                                                                | Dạng                                          | Địa điểm                                        | Tọa độ                                        | Số hồ sơ tham khảo? | Ngày nhận danh hiệu? | Hình ảnh                                                                                         |
| ------------------------------------------------------------------ | --------------------------------------------- | ----------------------------------------------- | --------------------------------------------- | ------------------- | -------------------- | ------------------------------------------------------------------------------------------------ |
| Sección Nobleza Lưu trữ lịch sử Nacional                           | Lưu trữ                                       | Toledo Hospital de Tavera                       | 39°51′54″B 4°01′28″T / 39,865003°B 4,024468°T | RI-AR-0000009       | 10-11-1997           | Archivo Histórico Nacional de Toledo (Sección Nobleza) · Upload image                            |
| Lưu trữ lịch sử Provincial Toledo                                  | Lưu trữ                                       | Toledo Calle de la Trinidad, 10                 | 39°51′27″B 4°01′31″T / 39,857424°B 4,025398°T | RI-AR-0000050       | 10-11-1997           | Archivo Histórico Provincial de Toledo · Upload image                                            |
| Toledo, Tây Ban Nha                                                | Lịch sử và nghệ thuật                         | Toledo                                          | 39°51′25″B 4°01′29″T / 39,856901°B 4,024613°T | RI-53-0000004       | 09-03-1940           | Ciudad histórica de Toledo · Upload image                                                        |
| Tu viện San Gil (Toledo)                                           | Di tích Kiến trúc tôn giáo Tu viện            | Toledo Calle del Calvario                       | 39°51′14″B 4°01′43″T / 39,853829°B 4,028657°T | RI-51-0009356       | 05-02-1998           | Convento de San Gil · Upload image                                                               |
| Tu viện San Pedro Mártir (Toledo)                                  | Di tích Kiến trúc tôn giáo Tu viện            | Toledo Calle San Clemente                       | 39°51′29″B 4°01′39″T / 39,85816°B 4,027558°T  | RI-51-0009567       | 26-12-1997           | Convento de San Pedro Mártir · Upload image                                                      |
| Nhà thờ San Cipriano (Toledo)                                      | Di tích Kiến trúc tôn giáo Nhà thờ            | Toledo Plaza de San Cipriano                    | 39°51′13″B 4°01′38″T / 39,853641°B 4,027295°T | RI-51-0009355       | 26-12-2000           | Iglesia de San Cipriano · Upload image                                                           |
| Tường thành Tháp Hierro                                            | Di tích Kiến trúc phòng thủ Tháp              | Toledo Calle Tahona                             | 39°51′10″B 4°01′16″T / 39,852678°B 4,021238°T | RI-51-0009575       | 14-02-1997           | Murallas de la Torre de Hierro · Upload image                                                    |
| Cung điện Fuensalida                                               | Di tích Kiến trúc dân sự Thời gian: Thế kỷ 15 | Toledo Plaza del Conde                          | 39°51′23″B 4°01′41″T / 39,856421°B 4,028024°T | RI-51-0001430       | 15-03-1962           | Palacio de Fuensalida · Upload image                                                             |
| Khu vực khảo cổ Vega Baja Toledo                                   | Khu khảo cổ                                   | Toledo                                          | 39°52′08″B 4°02′20″T / 39,868927°B 4,039024°T | RI-55-0000297       | 28-04-1992           | Yacimiento arqueológico de la Vega Baja de Toledo · Upload image                                 |
| Cổng Vado                                                          | Di tích Cổng                                  | Toledo Plaza de la Puerta Nueva                 | 39°51′46″B 4°01′17″T / 39,862713°B 4,021487°T | RI-51-0012036       | 25-09-2007           | Puerta del Vado · Upload image                                                                   |
| Tu viện Madre Dios (Toledo)                                        | Di tích Tu viện                               | Toledo                                          | 39°51′28″B 4°01′35″T / 39,857756°B 4,026276°T | RI-51-0012038       | 09-10-2007           | Convento de la Madre de Dios · Upload image                                                      |
| Cigarral Menores                                                   | Di tích                                       | Toledo                                          | 39°51′11″B 4°02′38″T / 39,853055°B 4,043768°T | RI-51-0012037       | 09-10-2007           | Upload image                                                                                     |
| Hang Hércules                                                      | Di tích Espacio subterráneo                   | Toledo Callejón de San Ginés, 2                 | 39°51′31″B 4°01′28″T / 39,858657°B 4,024317°T | RI-51-0012039       | 08-01-2008           | Upload image                                                                                     |
| Nhà thờ San Ildefonso (Toledo)                                     | Di tích Nhà thờ                               | Toledo Plaza Juan de Mariana, 1                 | 39°51′29″B 4°01′34″T / 39,858188°B 4,026087°T | RI-51-0008669       | 20-12-1994           | Iglesia de San Ildefonso · Upload image                                                          |
| Tu viện San Clemente                                               | Di tích Tu viện                               | Toledo Calle San Clemente, 1                    | 39°51′31″B 4°01′40″T / 39,858509°B 4,027858°T | RI-51-0008670       | 20-12-1994           | Convento de San Clemente · Upload image                                                          |
| Nhà thờ San Lucas (Toledo)                                         | Di tích Nhà thờ                               | Toledo                                          | 39°51′15″B 4°01′14″T / 39,854186°B 4,020536°T | RI-51-0009545       | 23-02-1999           | Upload image                                                                                     |
| Tu viện Comendadoras Santiago (Toledo)                             | Di tích Tu viện                               | Toledo Plaza Santo Domingo El Real              | 39°51′39″B 4°01′34″T / 39,860786°B 4,026221°T | RI-51-0009546       | 13-04-1999           | Upload image                                                                                     |
| Nhà thờ Santas Justa và Rufina (Toledo)                            | Di tích Nhà thờ                               | Toledo Calle de Santa Justa                     | 39°51′32″B 4°01′24″T / 39,858908°B 4,023335°T | RI-51-0009552       | 15-12-1998           | Iglesia de las Santas Justa y Rufina (Toledo) · Upload image                                     |
| Capilla San José (Toledo)                                          | Di tích Capilla                               | Toledo Calle de Núñez de Arce, 5                | 39°51′38″B 4°01′23″T / 39,860598°B 4,023096°T | RI-51-0008769       | 07-11-1995           | Upload image                                                                                     |
| Nhà thờ Santa Leocadia (Toledo)                                    | Di tích Nhà thờ                               | Toledo ----                                     | 39°51′35″B 4°01′42″T / 39,859655°B 4,028336°T | RI-51-0009352       | 20-10-1998           | Iglesia de Santa Leocadia · Upload image                                                         |
| Đại học Cardenal Lorenzana                                         | Di tích Cung điện                             | Toledo Calle del Cardenal Lorenzana             | 39°51′34″B 4°01′32″T / 39,85939°B 4,025656°T  | RI-51-0009533       | 03-03-1998           | Universidad del Cardenal Lorenzana · Upload image                                                |
| Fábrica harinas San José                                           | Di tích Kiến trúc công nghiệp                 | Toledo Calle Reyes Católicos, 5                 | 39°51′22″B 4°01′50″T / 39,856187°B 4,030508°T | RI-51-0009536       | 09-12-1997           | Upload image                                                                                     |
| Tu viện Santa Úrsula (Toledo)                                      | Di tích Tu viện                               | Toledo Calle de Santa Úrsula                    | 39°51′22″B 4°01′35″T / 39,85624°B 4,026255°T  | RI-51-0009539       | 20-10-1998           | Upload image                                                                                     |
| Oratorio San Felipe Neri (Toledo)                                  | Di tích Nhà thờ                               | Toledo Plaza Amador de los Ríos                 | 39°51′32″B 4°01′31″T / 39,858781°B 4,025229°T | RI-51-0009542       | 05-02-1998           | Upload image                                                                                     |
| Nhà thờ San Vicente (Toledo)                                       | Di tích Nhà thờ                               | Toledo Plaza de San Vicente                     | 39°51′34″B 4°01′30″T / 39,859573°B 4,025119°T | RI-51-0009573       | 23-02-1999           | Iglesia de San Vicente (Toledo) · Upload image                                                   |
| Puente Alcántara                                                   | Di tích Cầu                                   | Toledo Ronda de Juanelo                         | 39°51′37″B 4°01′05″T / 39,860338°B 4,017934°T | RI-51-0009640       | 14-02-1997           | Puente de Alcántara · Upload image                                                               |
| Cung điện Marqués Malpica                                          | Di tích Cung điện                             | Toledo Plaza de Santa Clara                     | 39°51′36″B 4°01′33″T / 39,860101°B 4,025776°T | RI-51-0009543       | 19-05-1998           | Upload image                                                                                     |
| Nhà thờ San Miguel Alto (Toledo)                                   | Di tích Nhà thờ                               | Toledo Cobertizo de San Miguel                  | 39°51′24″B 4°01′12″T / 39,856734°B 4,020023°T | RI-51-0009544       | 03-03-1998           | Iglesia de San Miguel El Alto · Upload image                                                     |
| Monastery of Saint Dominic of Silos (the Old)                      | Di tích Tu viện                               | Toledo Calle de Santo Domingo 'el Antiguo'      | 39°51′34″B 4°01′42″T / 39,859419°B 4,028314°T | RI-51-0009547       | 30-06-1998           | Convento de Santo Domingo El Antiguo · Upload image                                              |
| Nhà hoang Nuestra Señora Estrella (Toledo)                         | Di tích Nơi hẻo lánh                          | Toledo Plaza de la Estrella                     | 39°51′41″B 4°01′31″T / 39,861486°B 4,025393°T | RI-51-0009548       | 15-05-1998           | Ermita de Nuestra Señora de la Estrella · Upload image                                           |
| Tháp San Cristóbal                                                 | Di tích Tháp                                  | Toledo Calle de San Cristóbal                   | 39°51′20″B 4°01′39″T / 39,855511°B 4,02741°T  | RI-51-0009549       | 30-06-1998           | Upload image                                                                                     |
| Trường nghệ thuật và Oficios Artísticos                            | Di tích Cung điện                             | Toledo Calle de Santa Ana                       | 39°51′25″B 4°01′51″T / 39,856858°B 4,030927°T | RI-51-0009550       | 17-02-1998           | Upload image                                                                                     |
| Teatro Rojas                                                       | Di tích Teatro                                | Toledo Plaza Mayor                              | 39°51′28″B 4°01′21″T / 39,857789°B 4,02244°T  | RI-51-0009551       | 17-03-1998           | Teatro Rojas · Upload image                                                                      |
| Alhóndiga (Toledo)                                                 | Di tích                                       | Toledo Calle de Gerardo Lobo, 2                 | 39°51′41″B 4°01′15″T / 39,861318°B 4,020949°T | RI-51-0009553       | 29-09-1998           | Upload image                                                                                     |
| Tòa thị chính Toledo                                               | Di tích Cung điện                             | Toledo Plaza del Consistorio                    | 39°51′24″B 4°01′31″T / 39,856586°B 4,025232°T | RI-51-0009554       | 17-02-1998           | Inmueble del Ayuntamiento · Upload image                                                         |
| Bệnh viện Nuncio Nuevo                                             | Di tích Bệnh viện                             | Toledo Calle del Real                           | 39°51′36″B 4°01′47″T / 39,860014°B 4,02972°T  | RI-51-0009555       | 03-03-1998           | Hospital Nuncio Nuevo · Upload image                                                             |
| Nhà thờ Santos Justo và Pastor (Toledo)                            | Di tích Nhà thờ                               | Toledo Plaza San Justo                          | 39°51′22″B 4°01′17″T / 39,856057°B 4,02149°T  | RI-51-0009557       | 06-10-1998           | Iglesia de los Santos Justo y Pastor (Toledo) · Upload image                                     |
| Tu viện Carmelitas San José (Toledo)                               | Di tích Tu viện                               | Toledo Plaza de Santa Teresa                    | 39°51′34″B 4°01′52″T / 39,859539°B 4,031128°T | RI-51-0009558       | 06-10-1998           | Upload image                                                                                     |
| Tòa nhà Diputación Toledo                                          | Di tích Cung điện                             | Toledo Plaza de la Merced, 4                    | 39°51′38″B 4°01′41″T / 39,860482°B 4,028078°T | RI-51-0009561       | 16-06-1998           | Edificio de la Diputación Provincial de Toledo · Upload image                                    |
| Mercado Abastos (Toledo)                                           | Di tích Chợ                                   | Toledo Plaza Mayor, 2                           | 39°51′27″B 4°01′21″T / 39,857492°B 4,02259°T  | RI-51-0009566       | 09-06-1998           | Upload image                                                                                     |
| Colegio Doncellas Nobles                                           | Di tích Trường học                            | Toledo                                          | 39°51′31″B 4°01′47″T / 39,858599°B 4,029719°T | RI-51-0009574       | 03-03-1998           | Colegio Nuevo Doncellas Nobles (Actual Consejería de Educación Y Cultura) · Upload image         |
| Tàn tích Acueducto Quần thể Hidráulico                             | Di tích Restos arqueológicos                  | Toledo                                          | 39°51′27″B 4°01′04″T / 39,85762°B 4,017878°T  | RI-51-0009581       | 29-09-1998           | Upload image                                                                                     |
| Nhà Temple                                                         | Di tích Nhà                                   | Toledo Plaza del Seco                           | 39°51′25″B 4°01′15″T / 39,856967°B 4,020769°T | RI-51-0010451       | 09-04-2002           | Upload image                                                                                     |
| Toledo railway station                                             | Di tích Estación de tren                      | Toledo Paseo de la Rosa                         | 39°51′44″B 4°00′40″T / 39,86234°B 4,011247°T  | RI-51-0006914       | 26-11-1991           | Estación de Ferrocarril (Toledo) · Upload image                                                  |
| Colegio Doncellas Nobles                                           | Di tích Trường học                            | Toledo Plaza Cardenal Silíceo, 1                | 39°51′32″B 4°01′46″T / 39,85883°B 4,029427°T  | RI-51-0009215       | 21-05-1999           | Real Colegio de Doncellas Nobles · Upload image                                                  |
| Nhà thờ San Bartolomé (Toledo)                                     | Di tích Nhà thờ                               | Toledo Calle de San Bartolomé                   | 39°51′18″B 4°01′34″T / 39,854888°B 4,026101°T | RI-51-0009347       | 03-11-1998           | Iglesia de San Bartolomé (Toledo) · Upload image                                                 |
| Tu viện San Antonio Padua (Toledo)                                 | Di tích Tu viện                               | Toledo Calle Santo Tomé, 37                     | 39°51′25″B 4°01′44″T / 39,856967°B 4,028753°T | RI-51-0009348       | 23-02-1999           | Convento de San Antonio de Padua · Upload image                                                  |
| Cung điện Arzobispal Toledo                                        | Di tích Cung điện                             | Toledo Plaza del Ayuntamiento                   | 39°51′25″B 4°01′29″T / 39,857064°B 4,024849°T | RI-51-0009560       | 30-06-1998           | Palacio Arzobispal (Toledo) · Upload image                                                       |
| Nhà hoang San Eugenio                                              | Di tích Nơi hẻo lánh                          | Toledo Calle Marqués de Mendigorria, 11         | 39°52′06″B 4°01′19″T / 39,868469°B 4,021888°T | RI-51-0007182       | 30-03-1993           | Upload image                                                                                     |
| Portada iglesia San Torcuato (Toledo)                              | Di tích Nhà thờ                               | Toledo Calle de San Torcuato                    | 39°51′16″B 4°01′36″T / 39,854451°B 4,026649°T | RI-51-0009350       | 03-12-1998           | Upload image                                                                                     |
| Church of San Lorenzo, Toledo                                      | Di tích Nhà thờ                               | Toledo Calle de San Lorenzo                     | 39°51′18″B 4°01′19″T / 39,854951°B 4,022067°T | RI-51-0009351       | 16-01-2001           | Upload image                                                                                     |
| Maternidad provincial Toledo                                       | Di tích Cung điện                             | Toledo Calle de San Juan de Dios                | 39°51′22″B 4°01′47″T / 39,855997°B 4,029673°T | RI-51-0009540       | 09-06-1998           | Upload image                                                                                     |
| Tu viện Purísima Concepción (Toledo)                               | Di tích Tu viện                               | Toledo Plaza de las Capuchinas                  | 39°51′36″B 4°01′37″T / 39,859929°B 4,02707°T  | RI-51-0009534       | 09-03-1999           | Convento de la Purísima Concepción (Toledo) · Upload image                                       |
| Tu viện Agustinas Calzadas (Toledo)                                | Di tích Tu viện                               | Toledo Plaza de San Vicente                     | 39°51′33″B 4°01′30″T / 39,859265°B 4,025087°T | RI-51-0009535       | 15-12-1998           | Convento de las Agustinas Calzadas de la Purísima Concepción (Gaitanas) · Upload image           |
| Colegio Infantes (Toledo)                                          | Di tích Trường học                            | Toledo Bajada del Colegio Infantes              | 39°51′21″B 4°01′22″T / 39,855716°B 4,022655°T | RI-51-0009537       | 13-04-1999           | Colegio Infantes · Upload image                                                                  |
| Tu viện Concepción Benedictina và San Pablo                        | Di tích Tu viện                               | Toledo Calle de San Pablo                       | 39°51′15″B 4°01′18″T / 39,854181°B 4,021678°T | RI-51-0009556       | 27-04-1999           | Upload image                                                                                     |
| Tu viện Carmelitas Descalzos (Toledo)                              | Di tích Tu viện                               | Toledo Plaza de los Carmelitas Descalzos        | 39°51′38″B 4°01′30″T / 39,860548°B 4,02502°T  | RI-51-0009559       | 27-04-1999           | Convento de los Carmelitas Descalzos · Upload image                                              |
| Cổng Doce Cantos                                                   | Di tích Cổng                                  | Toledo Cuesta de Doce Cantos                    | 39°51′29″B 4°01′05″T / 39,857932°B 4,018102°T | RI-51-0009641       | 14-02-1997           | La Puerta de Doce Cantos · Upload image                                                          |
| Antiguo Casino Toledo                                              | Di tích Casino                                | Toledo Plaza de la Magdalena                    | 39°51′31″B 4°01′18″T / 39,858698°B 4,021715°T | RI-51-0009541       | 15-12-1998           | Antiguo Casino de Toledo · Upload image                                                          |
| Tu viện Santa Clara Real                                           | Di tích Tu viện                               | Toledo Plaza de Santa Clara                     | 39°51′36″B 4°01′33″T / 39,860135°B 4,025948°T | RI-51-0005029       | 23-01-1981           | Convento de Santa Clara la Real · Upload image                                                   |
| Lâu đài San Servando                                               | Di tích Lâu đài                               | Toledo Subida del Castillo                      | 39°51′37″B 4°00′56″T / 39,860412°B 4,015595°T | RI-51-0000012       | 26-08-1874           | Castillo de San Servando · Upload image                                                          |
| Synagogue of Transito                                              | Di tích Sinagoga                              | Toledo Calle Samuel Leví                        | 39°51′21″B 4°01′46″T / 39,855734°B 4,029543°T | RI-51-0000017       | 01-05-1877           | Edificio Denominado Sinagoga del Tránsito · Upload image                                         |
| Cổng Sol, Toledo                                                   | Di tích Cổng                                  | Toledo Calle de las Carretas                    | 39°51′40″B 4°01′26″T / 39,861078°B 4,023976°T | RI-51-0000022       | 13-03-1878           | Puerta del Sol · Upload image                                                                    |
| Tu viện Concepción Francisca (Toledo)                              | Di tích Tu viện                               | Toledo Plaza de la Concepción                   | 39°51′37″B 4°01′10″T / 39,860178°B 4,019431°T | RI-51-0000040       | 19-05-1884           | Convento de la Concepción Francisca · Upload image                                               |
| Mosque of Cristo Luz                                               | Di tích Nhà thờ                               | Toledo Calle del Cristo de la Luz               | 39°51′38″B 4°01′27″T / 39,860595°B 4,024221°T | RI-51-0000078       | 15-05-1998           | Mezquita Cristo de la Luz · Upload image                                                         |
| Museum of Santa Cruz                                               | Di tích Bệnh viện                             | Toledo Calle de Miguel de Cervantes, 3          | 39°51′35″B 4°01′13″T / 39,859691°B 4,020144°T | RI-51-0000082       | 10-11-1902           | Iglesia de Santa Cruz de Mendoza (Hospital) · Upload image                                       |
| Nhà thờ chính tòa Toledo                                           | Di tích Nhà thờ                               | Toledo Calle Cardenal Cisneros                  | 39°51′25″B 4°01′25″T / 39,857081°B 4,023609°T | RI-51-0000097       | 14-05-1909           | Catedral de Santa María · Upload image                                                           |
| Tu viện Santa Fé                                                   | Di tích Tu viện                               | Toledo Calle Santa Fé                           | 39°51′34″B 4°01′15″T / 39,85945°B 4,020758°T  | RI-51-0000167       | 30-09-1919           | Convento de Santa Fé · Upload image                                                              |
| Posada Santa Hermandad                                             | Di tích Nhà                                   | Toledo Calle de la Hermandad, 6                 | 39°51′26″B 4°01′21″T / 39,857241°B 4,022633°T | RI-51-0000175       | 03-03-1920           | Posada de la Santa Hermandad · Upload image                                                      |
| Circo romano Toledo Avenida Carlos III s/n                         | Di tích Circo romano                          | Toledo Avenida Carlos III                       | 39°51′51″B 4°01′46″T / 39,864131°B 4,02942°T  | RI-51-0000178       | 31-03-1920           | Ruinas del Circo Romano (en la Vega) Avenida Carlos III s/n · Upload image                       |
| Nhà Posada Sangre                                                  | Di tích Nhà                                   | Toledo Calle de Cervantes (desaparecida)        | 39°51′34″B 4°01′15″T / 39,859457°B 4,020756°T | RI-51-0000179       | 15-05-1920           | Upload image                                                                                     |
| Recinto Visigodo desde Cổng Valmardon al Puente San Martín         | Di tích Tường thành                           | Toledo                                          | 39°51′38″B 4°01′50″T / 39,860445°B 4,030508°T | RI-51-0000201       | 21-12-1921           | Recinto Visigodo desde Puerta de Valmardon al Puente de San Martín · Upload image                |
| Recinto Visigodo. Trozo Existente ở Llamadas Carreas San Sebastián | Di tích Tường thành                           | Toledo Calle de Carreras San Sebastián          | 39°51′09″B 4°01′23″T / 39,852625°B 4,023094°T | RI-51-0000202       | 21-12-1921           | Upload image                                                                                     |
| Recinto Árabe Trozo enfrente Puente Alcántara                      | Di tích Tường thành                           | Toledo                                          | 39°51′38″B 4°01′06″T / 39,860424°B 4,018279°T | RI-51-0000203       | 21-12-1921           | Recinto Árabe Trozo enfrente del Puente de Alcántara · Upload image                              |
| Recinto Árabe Trozo desde Cổng Nueva Bisagra al Bệnh viện Nuncio   | Di tích Tường thành                           | Toledo                                          | 39°51′44″B 4°01′35″T / 39,862232°B 4,026356°T | RI-51-0000204       | 21-12-1921           | Upload image                                                                                     |
| Recinto Reconquista Cổng Nueva Bisagra a Ermita Los Desamparados   | Di tích Tường thành                           | Toledo                                          | 39°51′48″B 4°01′19″T / 39,86329°B 4,021941°T  | RI-51-0000205       | 21-12-1921           | Recinto de la Reconquista de Puerta Nueva de Bisagra a Ermita de Los Desamparados · Upload image |
| Cổng Valmardón                                                     | Di tích Cổng                                  | Toledo Calle Carmelitas Descalzas, 10           | 39°51′39″B 4°01′28″T / 39,860885°B 4,024451°T | RI-51-0000206       | 21-12-1921           | Puerta de Valmardón · Upload image                                                               |
| Cổng Vieja Bisagra                                                 | Di tích Cổng                                  | Toledo Calle de Alfonso VI                      | 39°51′44″B 4°01′34″T / 39,862207°B 4,026222°T | RI-51-0000207       | 21-12-1921           | Puerta Vieja de Bisagra · Upload image                                                           |
| Cổng Antigua Quảng trường Armas Puente Alcántara                   | Di tích Cổng                                  | Toledo (desaparecida)                           | 39°51′38″B 4°01′05″T / 39,860445°B 4,018148°T | RI-51-0000208       | 21-12-1921           | Upload image                                                                                     |
| Cổng Bisagra Nueva                                                 | Di tích Cổng                                  | Toledo Paseo de Merchan s/n Calle de Alfonso VI | 39°51′45″B 4°01′31″T / 39,862524°B 4,025181°T | RI-51-0000209       | 21-12-1921           | Puerta Nueva de Bisagra · Upload image                                                           |
| Cổng Cambrón                                                       | Di tích Cổng                                  | Toledo Bajada de San Martín                     | 39°51′33″B 4°01′56″T / 39,859238°B 4,032252°T | RI-51-0000210       | 21-12-1921           | Puerta del Cambrón · Upload image                                                                |
| Cổng Alarcones                                                     | Di tích Cổng                                  | Toledo Calle de las Carretas                    | 39°51′40″B 4°01′24″T / 39,861126°B 4,023231°T | RI-51-0000211       | 21-12-1921           | Puerta de Alarcones · Upload image                                                               |
| Tàn tích Puente Safont                                             | Di tích Cầu                                   | Toledo                                          | 39°51′31″B 4°01′00″T / 39,858682°B 4,016657°T | RI-51-0000212       | 21-12-1921           | Restos del Puente Safont · Upload image                                                          |
| Tháp canh Llamado Baño Cava Antiguo Puente Barcas                  | Di tích Tháp                                  | Toledo                                          | 39°51′29″B 4°02′05″T / 39,858095°B 4,034677°T | RI-51-0000213       | 21-12-1921           | Torreón Llamado del Baño de la Cava Antiguo Puente de Barcas · Upload image                      |
| Puente Alcántara                                                   | Di tích Cầu                                   | Toledo                                          | 39°51′38″B 4°01′03″T / 39,860418°B 4,017448°T | RI-51-0000214       | 21-12-1921           | Puente de Alcántara · Upload image                                                               |
| Puente San Martín (Toledo)                                         | Di tích Cầu                                   | Toledo                                          | 39°51′23″B 4°02′03″T / 39,856525°B 4,034279°T | RI-51-0000215       | 21-12-1921           | Puente de San Martín · Upload image                                                              |
| Nhà Mesa                                                           | Di tích Cung điện                             | Toledo Calle de Esteban Illán, 11               | 39°51′32″B 4°01′38″T / 39,858898°B 4,027144°T | RI-51-0000216       | 17-01-1922           | Upload image                                                                                     |
| Tu viện San Juan Reyes, Toledo                                     | Di tích Tu viện                               | Toledo Calle Reyes Católicos                    | 39°51′29″B 4°01′54″T / 39,857954°B 4,031581°T | RI-51-0000322       | 03-07-1926           | Iglesia de San Juan de los Reyes · Upload image                                                  |
| Santa María Blanca                                                 | Di tích Nhà thờ                               | Toledo Calle Reyes Católicos, 4                 | 39°51′25″B 4°01′49″T / 39,856883°B 4,030412°T | RI-51-0000346       | 04-07-1930           | Sinagoga de Santa María la Blanca · Upload image                                                 |
| Nhà thờ San Sebastián (Toledo)                                     | Di tích Nhà thờ                               | Toledo Bajada de San Sebastián                  | 39°51′13″B 4°01′32″T / 39,853473°B 4,025554°T | RI-51-0000935       | 03-06-1931           | Iglesia de San Sebastián · Upload image                                                          |
| Church of San Román, Toledo                                        | Di tích Nhà thờ                               | Toledo Calle San Román                          | 39°51′30″B 4°01′37″T / 39,858295°B 4,026807°T | RI-51-0000936       | 03-06-1931           | Iglesia de San Román · Upload image                                                              |
| Nhà thờ San Andrés (Toledo)                                        | Di tích Nhà thờ                               | Toledo Plaza de San Andrés                      | 39°51′16″B 4°01′26″T / 39,854392°B 4,024012°T | RI-51-0000937       | 03-06-1931           | Iglesia de San Andrés (Toledo) · Upload image                                                    |
| Santiago Arrabal, Toledo                                           | Di tích Nhà thờ                               | Toledo Plaza de Santiago del Arrabal            | 39°51′43″B 4°01′32″T / 39,86196°B 4,025417°T  | RI-51-0000938       | 03-06-1931           | Iglesia de Santiago del Arrabal · Upload image                                                   |
| Nhà thờ Santa Eulalia (Toledo)                                     | Di tích Nhà thờ                               | Toledo Calle de Santa Eulalia                   | 39°51′32″B 4°01′44″T / 39,858938°B 4,028802°T | RI-51-0000939       | 03-06-1931           | Upload image                                                                                     |
| Nhà thờ Santo Tomé (Toledo)                                        | Di tích Nhà thờ                               | Toledo Plaza del Conde                          | 39°51′24″B 4°01′42″T / 39,856664°B 4,028287°T | RI-51-0000940       | 03-06-1931           | Iglesia de Santo Tomé · Upload image                                                             |
| Tu viện San Juan Penitencia                                        | Di tích Tu viện                               | Toledo Calle de San Juan de la Penitencia       | 39°51′21″B 4°01′17″T / 39,855884°B 4,021428°T | RI-51-0000941       | 03-06-1931           | Upload image                                                                                     |
| Tu viện Santa Isabel Reyes                                         | Di tích Tu viện                               | Toledo Calle del Cristo de la Parra             | 39°51′18″B 4°01′33″T / 39,854939°B 4,025784°T | RI-51-0000942       | 03-06-1931           | Upload image                                                                                     |
| Nhà hoangl Cristo Vega                                             | Di tích Nhà thờ                               | Toledo Travesía del Cristo de la Vega           | 39°51′39″B 4°02′03″T / 39,860963°B 4,034202°T | RI-51-0000944       | 03-06-1931           | Ermita del Cristo de la Vega · Upload image                                                      |
| Nhà Cedillo hay Seminario Menor                                    | Di tích Cung điện                             | Toledo Plaza de San Andrés, 4                   | 39°51′16″B 4°01′28″T / 39,854494°B 4,024328°T | RI-51-0000945       | 03-06-1931           | Upload image                                                                                     |
| Church of Salvador, Toledo                                         | Di tích Nhà thờ                               | Toledo Plaza de El Salvador                     | 39°51′24″B 4°01′37″T / 39,856668°B 4,026846°T | RI-51-0000946       | 03-06-1931           | Resto de Mezquita en la Iglesia de El Salvador · Upload image                                    |
| Mezquita Tornerías                                                 | Di tích Mezquita                              | Toledo Plaza de Solarejo, 7                     | 39°51′31″B 4°01′22″T / 39,85867°B 4,022797°T  | RI-51-0000947       | 31-03-1998           | Delimitación de entorno de protección de la Mezquita de las Tornerías · Upload image             |
| Corral Don Diego                                                   | Di tích Nhà                                   | Toledo Plaza de Don Diego                       | 39°51′31″B 4°01′20″T / 39,858643°B 4,022303°T | RI-51-0000948       | 03-06-1931           | Upload image                                                                                     |
| Taller Moro                                                        | Di tích Cung điện                             | Toledo Calle Taller del Moro                    | 39°51′23″B 4°01′39″T / 39,856341°B 4,027418°T | RI-51-0000949       | 03-06-1931           | Taller del Moro · Upload image                                                                   |
| Nhà Greco                                                          | Di tích Nhà                                   | Toledo Calle de Samuel Leví                     | 39°51′21″B 4°01′45″T / 39,855899°B 4,029233°T | RI-51-0000950       | 03-06-1931           | Casa del Greco · Upload image                                                                    |
| Cung điện Galiana                                                  | Di tích Cung điện                             | Toledo Calle Huerta del Rey                     | 39°51′55″B 4°00′18″T / 39,865295°B 4,005081°T | RI-51-0000951       | 03-06-1931           | Upload image                                                                                     |
| Baños Árabes Pozo Amargo                                           | Di tích Baños árabes                          | Toledo Bajada del Colegio Infantes              | 39°51′20″B 4°01′23″T / 39,855501°B 4,022969°T | RI-51-0000952       | 03-06-1931           | Upload image                                                                                     |
| Baño Árabe                                                         | Di tích Baño árabe                            | Toledo Calle de Carreras San Sebastián          | 39°51′10″B 4°01′34″T / 39,852913°B 4,026082°T | RI-51-0000953       | 03-06-1931           | Baño Árabe · Upload image                                                                        |
| Tu viện Santo Domingo Real (Toledo)                                | Di tích Tu viện                               | Toledo Calle de los Buzones, 5                  | 39°51′38″B 4°01′37″T / 39,860512°B 4,026986°T | RI-51-0001083       | 15-06-1934           | Convento de Santo Domingo El Real · Upload image                                                 |
| Alcázar of Toledo                                                  | Di tích Lâu đài                               | Toledo Cuesta de Carlos V                       | 39°51′29″B 4°01′14″T / 39,858057°B 4,02053°T  | RI-51-0001095       | 19-02-1937           | Ruinas del Alcázar (reconstruido) · Upload image                                                 |
| Museum of Santa Cruz                                               | Di tích Cung điện                             | Toledo Calle Miguel de Cervantes, 3             | 39°51′34″B 4°01′13″T / 39,859524°B 4,020275°T | RI-51-0001410       | 01-03-1962           | Museo de Santa Cruz · Upload image                                                               |
| Bảo tàng Greco                                                     | Di tích Nhà                                   | Toledo Paseo del Tránsito                       | 39°51′20″B 4°01′44″T / 39,855556°B 4,028953°T | RI-51-0001411       | 01-03-1962           | Casa y Museo del Greco · Upload image                                                            |
| Bệnh viện Tavera                                                   | Di tích Cung điện                             | Toledo Calle Cardenal Tavera, 2                 | 39°51′55″B 4°01′28″T / 39,865227°B 4,02442°T  | RI-51-0001412       | 01-03-1962           | Museo de la Fundación " Duque de Lerma" · Upload image                                           |
| Đồi Bu                                                             | Khu khảo cổ                                   | Toledo                                          | 39°51′11″B 4°01′07″T / 39,853038°B 4,018723°T | RI-55-0000373       | 28-04-1992           | Upload image                                                                                     |

#### Torralba de Oropesa
| Tên                                               | Dạng              | Địa điểm                                     | Tọa độ                                        | Số hồ sơ tham khảo? | Ngày nhận danh hiệu? | Hình ảnh                                                                      |
| ------------------------------------------------- | ----------------- | -------------------------------------------- | --------------------------------------------- | ------------------- | -------------------- | ----------------------------------------------------------------------------- |
| Tòa nhà Antiguo Bệnh viện Nuestra Señora Asunción | Di tích Bệnh viện | Torralba de Oropesa Plaza de la Constitución | 39°56′01″B 5°09′14″T / 39,933612°B 5,153898°T | RI-51-0004868       | 28-04-1983           | Edificio del Antiguo Hospital de Nuestra Señora de la Asunción · Upload image |

#### Torrijos
| Tên                                                             | Dạng            | Địa điểm                        | Tọa độ                                        | Số hồ sơ tham khảo? | Ngày nhận danh hiệu? | Hình ảnh                                                                      |
| --------------------------------------------------------------- | --------------- | ------------------------------- | --------------------------------------------- | ------------------- | -------------------- | ----------------------------------------------------------------------------- |
| Capilla Santísimo Cristo Sangre và Bệnh viện Santísima Trinidad | Di tích Capilla | Torrijos Calle del Cristo, 2    | 39°58′58″B 4°17′03″T / 39,982654°B 4,284234°T | RI-51-0007402       | 02-03-1993           | Upload image                                                                  |
| Tu viện Reverendas Madres Concepciónistas Franciscanas          | Di tích Tu viện | Torrijos Plaza San Gil          | 39°58′58″B 4°17′16″T / 39,982771°B 4,287882°T | RI-51-0004466       | 05-02-1981           | Convento de las Reverendas Madres Concepciónistas Franciscanas · Upload image |
| Colegiata Torrijos                                              | Di tích Nhà thờ | Torrijos Plaza Doctor Cifuentes | 39°58′55″B 4°17′06″T / 39,981857°B 4,284926°T | RI-51-0000962       | 03-06-1931           | Iglesia Colegiata del Santísimo Sacramento · Upload image                     |

#### Turleque
| Tên                                        | Dạng            | Địa điểm                            | Tọa độ                                        | Số hồ sơ tham khảo? | Ngày nhận danh hiệu? | Hình ảnh     |
| ------------------------------------------ | --------------- | ----------------------------------- | --------------------------------------------- | ------------------- | -------------------- | ------------ |
| Nhà thờ Nuestra Señora Asunción (Turleque) | Di tích Nhà thờ | Turleque Plaza del Generalísimo, 18 | 39°36′03″B 3°36′42″T / 39,600954°B 3,611564°T | RI-51-0007409       | 01-02-1994           | Upload image |

### V

#### Valdeverdeja
| Tên                              | Dạng                   | Địa điểm     | Tọa độ                                       | Số hồ sơ tham khảo? | Ngày nhận danh hiệu? | Hình ảnh     |
| -------------------------------- | ---------------------- | ------------ | -------------------------------------------- | ------------------- | -------------------- | ------------ |
| Paraje denominado "Pozos Nuevos" | Địa điểm lịch sử Pozos | Valdeverdeja | 39°47′30″B 5°13′47″T / 39,79166°B 5,229861°T | RI-54-0000148       | 07-05-2002           | Upload image |

#### Velada
| Tên                           | Dạng            | Địa điểm                  | Tọa độ                                        | Số hồ sơ tham khảo? | Ngày nhận danh hiệu? | Hình ảnh     |
| ----------------------------- | --------------- | ------------------------- | --------------------------------------------- | ------------------- | -------------------- | ------------ |
| Tu viện Franciscanos (Velada) | Di tích Tu viện | Velada Calle del Convento | 39°58′40″B 4°58′22″T / 39,977715°B 4,972849°T | RI-51-0011585       | 03-10-2006           | Upload image |

#### Villacañas
| Tên          | Dạng                           | Địa điểm                     | Tọa độ                                        | Số hồ sơ tham khảo? | Ngày nhận danh hiệu? | Hình ảnh     |
| ------------ | ------------------------------ | ---------------------------- | --------------------------------------------- | ------------------- | -------------------- | ------------ |
| Cuatro Silos | Di tích Khảo cổ học industrial | Villacañas Calle del Sol, 25 | 39°37′42″B 3°20′30″T / 39,628195°B 3,341723°T | RI-51-0000192       | 17-02-2004           | Upload image |

#### Villaseca de la Sagra
| Tên                                      | Dạng              | Địa điểm                                           | Tọa độ                                        | Số hồ sơ tham khảo? | Ngày nhận danh hiệu? | Hình ảnh     |
| ---------------------------------------- | ----------------- | -------------------------------------------------- | --------------------------------------------- | ------------------- | -------------------- | ------------ |
| Nhà thờ Santa Leocadia (Villaseca Sagra) | Di tích Nhà thờ   | Villaseca de la Sagra Calle Iglesia, 1             | 39°57′38″B 3°52′55″T / 39,960442°B 3,881983°T | RI-51-0006831       | 26-11-1991           | Upload image |
| St Bernard's Hospital                    | Di tích Bệnh viện | Villaseca de la Sagra Plaza Miguel de Cervantes, 8 | 39°57′41″B 3°53′05″T / 39,961314°B 3,884784°T | RI-51-0007134       | 08-10-1991           | Upload image |
| Cung điện Marqueses Montemayor           | Di tích Cung điện | Villaseca de la Sagra Calle de Entretorres         | 39°57′41″B 3°52′58″T / 39,961344°B 3,88266°T  | RI-51-0005425       | 26-11-1991           | Upload image |

### Y

#### Yepes
| Tên                             | Dạng            | Địa điểm          | Tọa độ                                        | Số hồ sơ tham khảo? | Ngày nhận danh hiệu? | Hình ảnh     |
| ------------------------------- | --------------- | ----------------- | --------------------------------------------- | ------------------- | -------------------- | ------------ |
| Nhà thờ San Benito Abad (Yepes) | Di tích Nhà thờ | Yepes Plaza Mayor | 39°54′01″B 3°37′31″T / 39,900219°B 3,625393°T | RI-51-0007332       | 24-11-1992           | Upload image |